# Cyclostrema cancellatum
Cyclostrema cancellatum is een slakkensoort uit de familie van de Liotiidae. De wetenschappelijke naam van de soort is voor het eerst geldig gepubliceerd in 1818 door Marryat.